# 絕對絕頂☆性器大發明!!
《絕對絕頂☆性器大發明!!》是由softhouse-seal GRANDEE在2011年3月31日發售的戀愛冒險類型成人遊戲，絕對系列的第二部作品，《轟隆性紀大發明》（轟け性紀の大発明 愛と怒りと悲しみの秘密結社第二科学部）的續作。

## 故事
擁有發明道具才能的大宮司狹哉，自信滿滿參加全國發明甲子園的時候，卻意外輸給科學社的社長。無法接受這樣結果的狹哉便找來笹之瀬風璃和佐原空希，在花畑學園暗中成立「第二科學社」，利用自己的發明道具來支配學園完成後宮夢想。

## 角色
大宮司狹哉（大宮司 狭哉）
本作男主角，花畑學園的學生所屬科學社，現任學園長大宮司狹介（前作男主角）和前任學園長本堂櫻（前作女主角）的兒子。與父親同樣擁有發明才能，利用自己的發明道具變裝成「DARK總帥」（ダーク総帥）成立第二科學社。
笹之瀬風璃（笹ノ瀬 風璃，聲優：朝倉奏美）
身高：143cm，三圍：B80/W50/H78
狹哉的同學，第二科學社的一號戰鬥員。個性正直想法單純，喜歡動畫和特攝片，因此被狹哉誘騙加入第二科學社。
高良月乃（聲優：榊木春乃）
身高：160cm，三圍：B89/W58/H82
狹哉的青梅竹馬兼學姊，學生會的會長，能變身成魔法少女「Precious Moon」（プレシャスムーン）。
水原さらら（水原 さらら，聲優：春河あかり）
身高：153cm，三圍：B74/W53/H76
風璃的青梅竹馬兼學妹，所屬游泳社。
佐原空希（聲優：飯野汐里）
身高：158cm，三圍：B92/W59/H85
狹哉的同學，第二科學社的二號戰鬥員。個性柔弱存在感薄弱，總是被狹哉將空希（あき）誤稱為「空氣」（くうき）。由於意外目擊到狹介和風璃的行動而被迫加入第二科學社。
中平唄葉（聲優：ヒマリ）
身高：160cm，三圍：B84/W60/H84
狹哉的新任國語兼班級老師。
長谷川陽波（聲優：のらのねこ）
身高：155cm，三圍：B78/W56/H76
さらら的同學兼朋友。
不知火輝穂（聲優：大葉じゅん）
身高：156cm，三圍：B80/W56/H78
與狹哉同年級的學生，學生會的副會長。

## 主題曲
片頭曲
作詞：うるるん，作曲、編曲：中村いっき，歌手：藤原鞠菜
片尾曲「boys,be "stand up"!!」
作詞、作曲、編曲：山下航生，歌手：akari
插入曲「love me, Mr.Insert」
作詞、作曲、編曲：山下航生，歌手：akari

## 外部連結
- 官方網站 （页面存档备份，存于）（日語）